# 大窪晶
大窪 晶（おおくぼ あきら、1975年7月17日 - ）は、日本の俳優。演劇集団 円に所属している。東京都出身。

## 出演

### 映画
- 愛の流刑地（監督：鶴橋康夫 東宝）
- 鬼が笑う（2022年）- 林 役

### テレビドラマ
- 猪熊夫婦の駐在日誌3
- 運のない女
- おいしいプロポーズ
- こころ
- こちら本池上署5
- 坂の上の雲
- ドクター小石の事件カルテ
- マンハッタン・ラブストーリー
- ヤメ検の女5
- LADY〜最後の犯罪プロファイル〜 - 富岡哲夫

### 吹き替え
- ある素敵な日
- インサイド・マン
- インタビュー・ウィズ・シリアルキラー
- ストライキング・レンジ
- 戦場からの脱出
- バトル・オブ・リガ（イェスカ）
- ファントム・ファイアー
- 麦の穂をゆらす風
- ラストヒットマン（トッド）
- ランダウン ロッキング・ザ・アマゾン ※テレビ東京版
- レッド・ウォール

### アニメ
- ARIA The ORIGINATION（父親）

### 舞台
- マルフィ侯爵夫人
- エレクトル
- どんどこどん
- アトリエ
- リチャード三世
- アザーピープル（OFFOFFシアター）
- マクベス
- 獅子を飼う（兵庫県立芸術文化センター、サンシャイン劇場）
- ファウスト
- 実験
- チャイコフスキー（ラロシ役〔チャイコフスキー友人〕／日生劇場）
- 孤独から一番遠い場所
- 宙をつかむ
- 革命の林檎
- HIGH LIFE（ディック役）